# Gouden Kampioensster

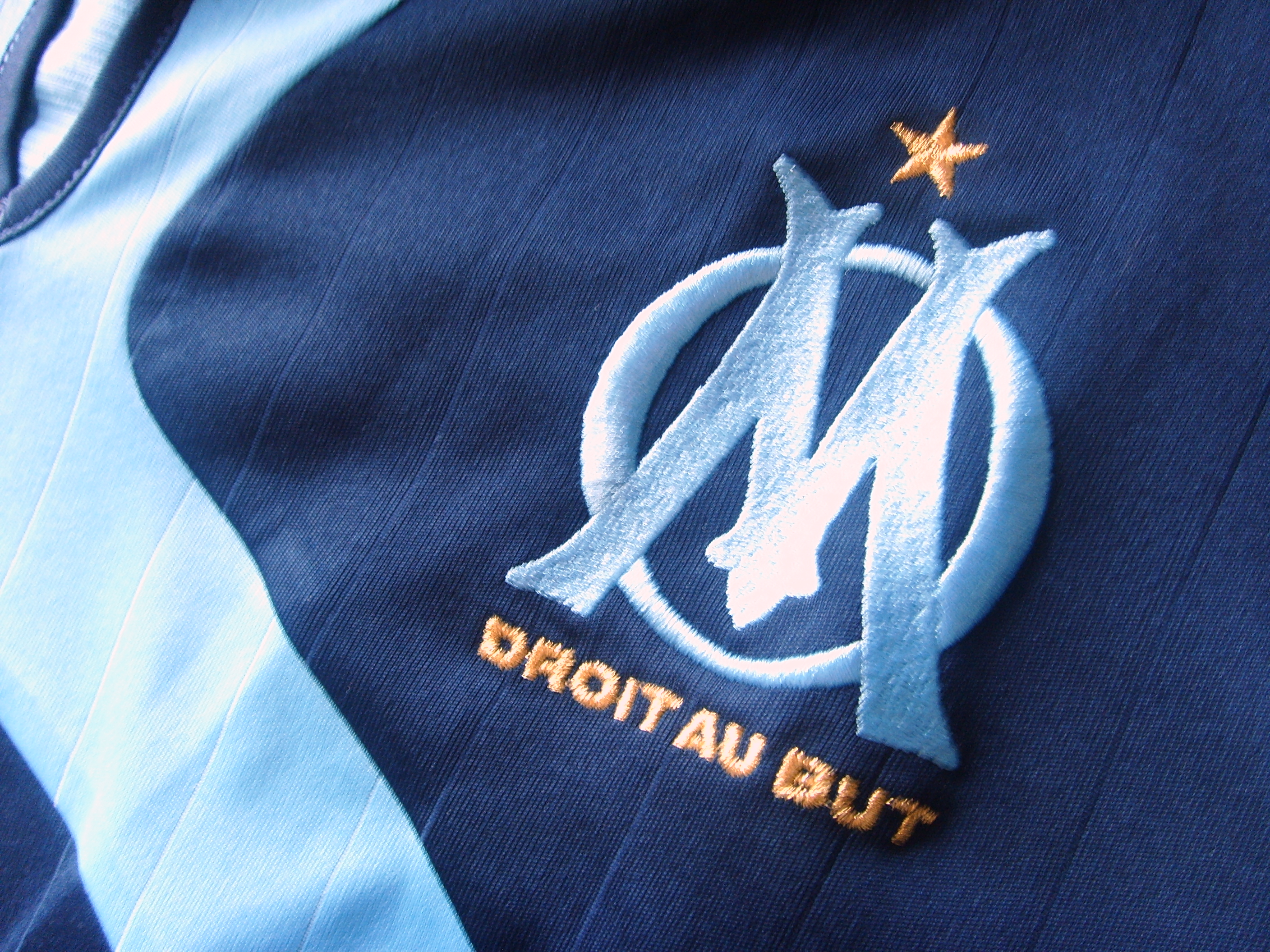
Een gouden kampioensster op het shirt van Olympique Marseille

De Gouden Kampioensster is een onderscheiding voor voetbalclubs en/of nationale elftallen wegens het behalen van een groot aantal titels. In een paar landen geldt een dergelijke regeling ook in het honkbal.

## Landskampioenschappen
Over het algemeen wordt in Europa de maatstaf gehanteerd dat een club voor iedere 10 landskampioenschappen een gouden ster op het shirt mag dragen. In landen zoals Turkije, Denemarken, Rusland wordt dit per 5 landskampioenschappen gedaan en in Duitsland is het een getrapt systeem.
In Nederland heeft de KNVB deze onderscheiding in 2007 ingevoerd. Het is geen verplichting om een gouden ster te dragen en in sommige landen doen clubs dit ook niet altijd, zoals bijvoorbeeld Panathinaikos FC en AEK Athene uit Griekenland of FC Porto en Sporting Lissabon uit Portugal.
Niet in alle landen wordt de onderscheiding gebruikt. In Engeland en Spanje bijvoorbeeld worden er geen gouden kampioenssterren vergeven.

## Wereldtitels
Na het winnen van de derde wereldtitel tijdens het WK van 1970 voerde Brazilië voor het eerst sterren boven het logo. Eén voor elke titel. Na de titel van 1982 ging Italië ook sterren voeren en vanaf dat moment volgden alle landen met een wereldtitel. Uruguay heeft vier in plaats van twee sterren op het shirt staan, omdat zij hun olympische titels van 1924 en 1928 meetellen. De FIFA erkent deze gouden medailles officieel als wereldtitels, omdat er destijds nog geen wereldkampioenschap bestond. De andere Olympische kampioenen van vóór 1930 dragen hun ster niet.
- Brazilië: 5
- Duitsland: 4
- Italië: 4
- Argentinië: 3
- Uruguay: 2 (4)
- Frankrijk: 2
- Engeland: 1
- Spanje: 1

## Champions League
De UEFA hanteert ook een systeem waarbij clubs een onderscheiding op het shirt krijgen bij het winnen van een titel. Deze gouden "Badge of Honour" mag een club op de linkermouw bevestigen na het behalen van een vijfde titel of drie titels op rij in de Champions League inclusief de voorganger Europacup I, met hierin het getal met het aantal behaalde titels.
- Real Madrid: 15
- AC Milan: 7
- Liverpool FC: 6
- FC Bayern München: 6
- FC Barcelona: 5
- AFC Ajax: 4

## Nederlands Amateurvoetbal
In het Nederlandse amateurvoetbal zijn er voetbalclubs die één of meer sterren dragen als symbool voor behaalde kampioenschappen. 
Er bestaan geen officiële richtlijnen van de KNVB met betrekking tot het voeren van kampioenssterren in het amateurvoetbal. In tegenstelling tot het betaald voetbal, waar sinds 2007 een ster staat voor tien landskampioenschappen in de eredivisie, bepalen amateurclubs zelf of en hoe zij sterren gebruiken. Meestal staat deze voor een kampioenschap op het hoogste amateurniveau. Wanneer een ster is 'toegestaan' is echter niet vastgelegd en blijft onduidelijk. 
De opzet van het amateurvoetbal is bovendien door de jaren heen sterk veranderd, wat het opstellen van eenduidige richtlijnen bemoeilijkt. Tot 1969 was het winnen van de zaterdag- of zondagtitel het hoogst haalbare amateurkampioenschap. Met de komst van de tweede divisie in 2016 werd het algehele amateurkampioenschap afgeschaft en ging de amateurvoetbal structuur over in een open voetbalpiramide.  
Veel amateurclubs kiezen er dan ook voor om geen sterren te voeren bij amateurtitels, mede omdat deze symboliek in het betaald voetbal een geheel andere, officieel erkende betekenis heeft. Een uitzondering hierop vormt HVV (Den Haag), de enige amateurclub die officieel een ster mag dragen. Zij wisten tien keer landskampioen te worden in de periode 1891 tot 1914. 

## Overzicht van het aantal sterren per Europese club
Hieronder volgt een lijst met de sterren die Europese clubs mogen voeren op basis van gewonnen landstitels.

### Albanië
Per 10 landskampioenschappen in de Kategoria Superiore een gouden ster
- KF Tirana: 2
- Dinamo Tirana: 1
- Partizan Tirana: 1 Dit komt mede doordat de competitie door de jaren heen steeds sterk veranderd is qua opzet. Zo was de hoogst haalbare titel tot 1969 de zaterdag/zondag titel, afhankelijk van de speeldag van de club. Ook de opzet qua klassen is meerdere keren rigoreus veranderd. De algehele titel is nu officieel afgeschaft met de komst van de tweede divisie. Met deze divisie werd de voetbalpiramide namelijk officieel opengebroken.

### België
Per 10 landskampioenschappen in de Eerste klasse een gouden ster
- RSC Anderlecht: 3
- Royale Union Saint-Gilloise: 1
- Club Brugge: 1
- Standard Luik: 1

### Bulgarije
Per 10 landskampioenschappen in de A Grupa een gouden ster
- CSKA Sofia: 3
- Levski Sofia: 2

### Cyprus
Per 10 landskampioenschappen in de A Divizion een gouden ster
- Apoel Nicosia: 2
- Omonia Nicosia: 2
- Anorthosis Famagusta: 1

### Duitsland
In Duitsland wordt een alternatieve maatstaf gehanteerd, om te voorkomen dat alleen Bayern München sterren zou mogen voeren. Daarbij tellen alleen het aantal landskampioenschappen sinds 1963, wanneer de Bundesliga in haar huidige vorm werd ingevoerd. Om deze reden dragen clubs als 1. FC Nürnberg en Schalke 04 geen sterren: zij werden in hun hele clubgeschiedenis weliswaar meerdere keren landskampioen, maar behaalden sinds 1963 onvoldoende titels. Ook overwinningen van Oost-Duitse clubs, die voor Duitse hereniging landskampioen in de DDR werden, worden niet meegeteld.
3 keer kampioen van de Bundesliga geeft recht op 1 gouden kampioensster.

5 keer kampioen van de Bundesliga geeft recht op 2 gouden kampioenssterren.

10 keer kampioen van de Bundesliga geeft recht op 3 gouden kampioenssterren.

20 keer kampioen van de Bundesliga geeft recht op 4 gouden kampioenssterren. 

30 keer kampioen van de Bundesliga geeft recht op 5 gouden kampioenssterren.
Het maximum aantal te behalen sterren in Duitsland is 5.
- FC Bayern München: 5
- Borussia Dortmund: 2
- Borussia Mönchengladbach: 2
- Hamburger SV: 1
- VfB Stuttgart: 1
- Werder Bremen: 1

### Finland
Per 10 landskampioenschappen in de Veikkausliiga een gouden ster
- HJK Helsinki: 2

### Griekenland
Per 10 landskampioenschappen in de Super League een gouden ster
- Olympiakos Piraeus: 4
- Panathinaikos FC: 2
- AEK Athene: 1

### Hongarije
Per 10 landskampioenschappen in de Magyar Labdarúgó Liga een gouden ster
- Ferencvárosi TC: 3
- MTK Hungária FC: 2
- Ujpest FC: 2
- Honved Budapest: 1

### Ierland
Per 10 landskampioenschappen in de Premier division een gouden ster
- Bohemians Dublin FC: 1
- Dundalk FC: 1
- Shamrock Rovers: 2
- Shelbourne FC: 1

### Israël
Per 5 landskampioenschappen in de Ligat Ha'Al een gouden ster
- Maccabi Tel Aviv FC: 4
- Maccabi Haifa: 2
- Hapoel Tel Aviv FC: 2

### Italië - honkbal
Per 10 landskampioenschappen in de Italian Baseball League een gouden ster
- Nettuno: 1
- Rimini:  1
- Parma:   1

### Italië - voetbal
Per 10 landskampioenschappen in de Serie A een gouden ster
- Juventus: 3
- AC Milan: 1
- Internazionale: 2

### Malta
Per 10 landskampioenschappen in de Premier League een gouden ster
- Sliema Wanderers: 2
- Floriana FC: 2
- Valletta FC: 2
- Hibernians FC: 1

### Nederland - honkbal
Per 10 landskampioenschappen een gouden ster
- Neptunus: 1

### Nederland - voetbal
Per 10 landskampioenschappen een gouden ster
Mannen
- Ajax: 3
- PSV: 2
- Feyenoord: 1
- HVV: 1

Vrouwen
- FC Twente: 1

### Noorwegen
Per 10 landskampioenschappen in de Tippeligaen een gouden ster
- Rosenborg BK: 2

### Oekraïne
Per 10 landskampioenschappen in de Vysjtsja Liha een gouden ster
- Dynamo Kiev: 2 (1 ster telt voor minimaal 10 landskampioenschappen in de Vysjtsja Liha en 1 ster telt voor minimaal tien landskampioenschappen in de Sovjet-Unie competitie (1936-1991)
- Sjachtar Donetsk: 1

### Oostenrijk
per 10 kampioenschappen in de Bundesliga een gouden ster
- Rapid Wien: 3
- Austria Wien: 2
- Wacker Innsbruck: 1
- Red Bull Salzburg: 1

### Polen
Per 10 landskampioenschappen in de Ekstraklasa een gouden ster
- Górnik Zabrze: 1
- Ruch Chorzów: 1
- Wisła Kraków: 1
- Legia Warschau: 1

### Portugal
Per 10 landskampioenschappen in de Superliga een gouden ster
- SL Benfica: 3
- FC Porto: 2
- Sporting Lissabon: 1

### Roemenië
Per 10 landskampioenschappen in de Liga 1 een gouden ster
- FCSB: 2
- Dinamo Boekarest:1

### Rusland
Per 5 landskampioenschappen in de Premjer-Liga (daar tellen ook de kampioenschappen van de Sovjet-Unie bij) een gouden ster
- Spartak Moskou: 4
- FK CSKA Moskou: 2
- Dynamo Moskou: 2
- FK Zenit Sint-Petersburg: 2

### Servië
Per 10 landskampioenschappen in de Meridian Superliga een gouden ster
- Rode Ster Belgrado: 3
- Partizan Belgrado: 2

### Turkije
Per 5 landskampioenschappen in de Süper Lig een gouden ster
- Galatasaray SK: 5
- Fenerbahçe SK: 3
- Beşiktaş JK: 3
- Trabzonspor: 1

### Zweden
Per 10 landskampioenschappen in de Allsvenskan een gouden ster
- Malmö FF: 2
- AIK Solna: 1
- Djurgardens IF: 1
- IFK Göteborg: 1
- Örgryte IS: 1
- IFK Norrköping: 1

### Zwitserland
Per 10 landskampioenschappen in de Axpo Super League een gouden ster
- Grasshopper-Club Zürich: 2
- FC Basel: 2
- Servette FC: 1
- BSC Young Boys Bern: 1
- FC Zürich: 1